# Most Południowy w Kijowie
Most Południowy (ukr. Південний міст) – most w Kijowie, na Ukrainie. Został zaprojektowany przez architekta A. Gawriłowa („Mostobud”) oraz grupę inżynierów pod przewodnictwem G. Fuxa. Został zbudowany w 1990 roku.
Jest to drugi most metra w Kijowie, służący zarówno linii Syrećko-Peczerśkiej i ruchu samochodowemu. Most jest podtrzymywany przez jeden pylon żelbetowy o wysokości 135 m.
Most ma obecnie trzy pasy ruchu w obu kierunkach (w sumie sześć). Łączy Wydubyczi z rejonem darnyckim, kończąc na południowym krańcu „wewnętrznego ringu” (obwodnicy), w centrum Kijowa. Most jest częścią trasy europejskiej E40 i M03 oraz formalnie przedłużeniem ulicy Przemysłowej.